# الدار (مذيخرة)

تعديل مصدري - تعديل

الدار محلة تابعة لقرية الثماري، التابعة لعزلة حمير بمديرية مذيخرة إحدى مديريات محافظة إب في الجمهورية اليمنية.، بلغ تعداد سكانها 74 حسب تعداد اليمن لعام 2004.